# Błędnik błoniasty
Błędnik błoniasty (łac. labyrinthus membranaceus) – worek łącznotkankowy o zawiłym kształcie znajdujący się we wnętrzu błędnika kostnego zawieszony w przychłonce (perylimfie) i wypełniony śródchłonką (endolimfą). Dzieli się on na dwie zasadnicze części:
- Błędnik przedsionkowy (aparat przedsionkowy), będący właściwym narządem równowagi, zbudowany z trzech kanałów półkolistych zakończonych bańkami (ampułkami), woreczka oraz łagiewki (będącej podstawą dla kanałów półkolistych). Jego elementy pokrywa urzęsiony nabłonek zmysłowy pokryty osklepkiem, który w woreczku i łagiewce liczne otolity – malutkie kamyczki, które przesuwają się wskutek ruchów ciała, drażniąc rzęski i dostarczając w ten sposób informacji o wartości działającego na ciało przyspieszenia ziemskiego oraz o położeniu ciała względem siły ciężkości. Rzęski nabłonka pokrywającego bańki pobudzane są natomiast ruchem śródchłonki wewnątrz, kanałów półkolistych (ułożonych prostopadle względem siebie) rejestrując w ten sposób ruchy głowy we wszystkich trzech płaszczyznach oraz przyspieszenie kątowe. Impulsy ze wszystkich opisanych elementów przesyłane są do ośrodkowego układu nerwowego.
- Błędnik ślimakowy, na który składa się głównie przewód ślimakowy podzielony na trzy kanały: ślimakowy (położony centralnie), przedsionkowy (położony nad nim) oraz bębenkowy (położony pod nim). Na błonie podstawnej kanału ślimakowego zlokalizowany jest właściwy narząd słuchu – narząd Cortiego, wyposażony w urzęsione komórki receptorowe rejestrujące drgania powietrza (tj. fale dźwiękowe).